# Kirat Chuli
Der Kirat Chuli (auch Tent Peak) ist ein Berg im Himalaya an der Grenze zwischen Nepal und Sikkim in Indien.
Der nördlich des Kangchendzönga-Massivs gelegene Kirat Chuli hat eine Höhe von 7365 m. Er liegt im äußersten Nordosten von Nepal und im Nordwesten von Sikkim – 10,38 km nördlich des Achttausenders Kangchendzönga. Der Berg liegt auf einem in Nord-Süd-Richtung verlaufenden Gebirgskamm. Die Westflanke des Kirat Chuli wird über Pyramidgletscher, Kangchendzöngagletscher, Ghunsa Khola und Tamor, einem Quellfluss des Koshi, entwässert. Die Gletscher an der Nordflanke (Changsanggletscher) und an der Ostflanke (Tent-Peak-Gletscher und Nepal-Gap-Gletscher) werden über Zemugletscher, Zemu Chu, Lachen Chu und Tista entwässert.
Der Kirat Chuli wurde am 29. Mai 1939 im Rahmen einer schweizerisch-deutschen Expedition von Ernst Grob (CH; 1893–1985), Herbert Paidar (AT; 1909–1951) und Ludwig Schmaderer (DE; 1913–1945) erstbestiegen. Die Aufstiegsroute führte über den südwestlich gelegenen Nebengipfel Nepal Peak (7177 m) zum Gipfel.